# Le Tigre du Bengale (film, 1938)
Ne doit pas être confondu avec Le Tigre du Bengale (film, 1959).
Le Tigre du Bengale (titre original : Der Tiger von Eschnapur) est un film allemand réalisé par Richard Eichberg et sorti en 1938. Le Tigre du Bengale est la première partie d'un diptyque dont le second volet est Le Tombeau hindou.

## Synopsis
Les aventuriers Sascha Demidoff et les frères Fjedor et Mischa Borodin vivent dans une cabane dans la jungle indienne et ont besoin d’argent pour un voyage de retour en Europe. Alors que les frères Borodine projettent d’attaquer Sitha, l’ancienne amante de Demidoff, devenue le riche Maharani après cette liaison, une querelle s’ensuit entre les hommes, dans laquelle Mischa est abattu par Sasha. Il fuit les frères dans la jungle et au cours d’une chasse au tigre, le groupe de chasse du Maharaja trouve un Européen blessé, qui prétend être un comte russe, mais qui est en fait Sasha Demidoff. Avant que Sasha ne puisse se rendre à Sitha pour la mettre en garde contre les frères Borodine et raviver sa passion pour elle, le prince Ramigani, le frère cadet et ambitieux de Chandra, soupçonne déjà que quelque chose ne va pas avec le comte russe. Pendant ce temps, l’architecte Emil Sperling arrive au palais d’Eschnapur pour transmettre au Maharaja les plans de son patron Fürbringer pour la construction d’un barrage et ainsi remporter l’appel d’offres. Malgré de nombreuses tentatives, Emil Sperling ne parvient pas à s’approcher du Maharaja ou du Prince pour parler du projet de construction. Emil Sperling retourne à Berlin sans rien accomplir.
Dans le cadre d’un festival pour une chasse au tigre réussie, Sascha et Sitha sont présentés l’un à l’autre. Bien que Sascha ne montre rien, Sitha pâlit visiblement à sa vue et se retire plus tôt de la fête. Au cours de la fête, grâce à la médiation du prince Ramigani, les frères Borodine apparaissent dans le palais, qui dénoncent le faux comte russe comme un imposteur et l’accusent de les avoir volés. Dans la bagarre qui s’ensuit, Sascha Demidoff s’échappe et pénètre dans la chambre de Sitha pour la persuader de fuir avec lui. Alors que Sitha demande à son ancien amant de fuir sans elle, Ramigani, Chandra et le garde du palais font soudainement irruption dans les chambres de Sitha et découvrent les deux dans une étreinte. Après un court combat, Sascha Demidoff s’échappe. Sitha tombe en disgrâce auprès de Chandra en raison de la présence d’un homme étrange avec qui elle partage un passé commun. Le prince Ramigani profite de la situation pour persuader Chandra de renier Sitha, car il est lui-même amoureux de Sitha et veut la posséder. La servante de Sitha, Myrrha, se permet plus tard d’être utilisée par Sascha évadé comme médiateur de nouvelles et permet ainsi à Sitha de s’échapper du palais avec son amant.
Le Maharaja d’Eschnapur et le prince Ramigani reprennent immédiatement la piste des deux amants et poursuivent le couple autour du monde jusqu’à leur arrivée à Berlin. Vit également à Berlin l’architecte Fürbringer, dont la fiancée Irene Traven est déterminée à remporter le contrat de construction du barrage pour son futur mari. Irène se faufile résolument dans la suite de l’hôtel du Maharaja et se fait passer pour une journaliste. Au cours de la conversation, Irène révèle ses véritables intentions. Le Maharaja est impressionné par leur engagement et accepte de se présenter le soir même à une fête dans la maison de Fürbringer pour rencontrer l’architecte. Au même moment, les hommes du Maharaja fouillent tout Berlin à la recherche de Sitha et Sasha. Lorsque Chandra apparaît avec Ramigani à la soirée à la maison Fürbringer et rencontre l’architecte ainsi qu’Emil Sperling et sa femme Lotte, il décide spontanément de lui donner le contrat de construction, et mentionne également que cette décision est uniquement due à l’engagement de sa fiancée Irene. Visiblement surpris et offensé parce qu’il ne savait rien de la tentative solo d’Irene, Fürbringer se détourne du Maharaja et fait une scène pour Irene. À ce moment, Chandra apprend de Ramigani que Sitha a été repérée et sait que demain elle aura un spectacle de danse au Palais d’Hiver. Les deux hommes se hâtent de dire au revoir à la société.
Le lendemain soir, Sitha se produit en tant que danseuse du temple indien au Palais d’Hiver. Entre les mains d’une statue de déesse indienne surdimensionnée, Sitha semble prendre vie et danse pour le public européen fasciné. Le Maharaja a invité Irene Traven, son fiancé Fürbringer, Emil Sperling et sa femme Lotte au gala. Seul Fürbringer refuse de participer par vanité lésée, car ce n’est pas grâce à sa seule performance qu’il a pu remporter le contrat, et reste à la maison. Le public du Palais d’Hiver est visiblement impressionné par l’étrange danse et le grand équipement de la danseuse indienne. Lorsque Sitha quitte la scène, ils attendent déjà les hommes du Maharaja dans leur loge et leur demandent de monter dans la voiture qui les attend pour être ramenés en Inde. Sascha observe la scène et tente d’intervenir, mais ne peut maîtriser qu’un des hommes et se heurte à une bougie dans la bagarre, ce qui met immédiatement le feu au rideau derrière la scène. Alors que la nouvelle que sa femme échappée a finalement été capturée parvient au Maharaja, la scène du Palais d’Hiver commence à brûler. Le feu se propage rapidement et bientôt toute la maison est en feu. En raison de la panique des invités, Irène perd la raison et menace de brûler. Bien que Chandra soit déjà devant la maison en feu et en sécurité, il retourne dans les flammes pour sauver Irene Traven. Au même moment, Fürbringer apprend par un appel téléphonique de Sperling que le palais est en feu et part immédiatement voir si Irene est sauvée. Quand il apprend sur place qu’Irène est toujours dans le théâtre en feu, il court également dans le palais en feu. Pendant ce temps, le Maharaja trouve Irène qui s’évanouit et la porte dans ses bras jusqu’à la sortie, où il remet la femme évanouie sans un mot. À ce stade, Sascha Demidoff a réussi à libérer son amant Sitha de ses ravisseurs. Ainsi, tous deux échappent à la vengeance du Maharaja recommence. Alors que le Maharaja entend devant le palais en feu que l’enlèvement de Sitha a échoué, il scelle à nouveau l’attribution de son contrat à Fürbringer, cette fois avec l’ajout qu’une énorme tombe doit être érigée avant la construction du barrage, comme un mémorial à un grand amour.

## Fiche technique
- Titre original : Der Tiger von Eschnapur
- Réalisateur : Richard Eichberg
- Scénario : Richard Eichberg, d'après une nouvelle de Thea von Harbou
- Photographie : 
  - Intérieurs : Ewald Daub
  - Extérieurs en Inde : W. Meyer-Bergelt, Hans Schneeberger et H. O. Schulze
- Dialogues : Jean Bommart
- Musique : Harald Böhmelt
- Montage : Willy Zeyn
- Durée : 96 minutes
- Dates de sortie : 
  - France: 9 mars 1938
- Affiche : René Péron (France)

## Distribution

### Version allemande
- Philip Dorn : le maharaja d'Eschnapur
- La Jana : la maharani d'Eschnapur
- Alexander Golling (en) : le prince Ramigani, cousin du maharaja
- Theo Lingen : Emil Sperling
- Kitty Jantzen : Irene Traven
- Gustav Diessl : Sascha Demidoff, aventurier
- Hans Stüwe : Peter Fürbringer, l'architecte
- Karl Haubenreißer : Gopal
- Albert Hörrmann : Ragupati au service de Ramigani
- Rosa Jung : Myrrha, confidente de la maharani
- S.O. Schoening : Dr Putri, médecin personnel
- Gisela Schlüter : Lotte Sperling
- Hans Zesch-Ballot : Fedor Borodine, aventurier
- Harry Frank : Mischa Borodine, aventurier
- Gerhard Dammann : l'invité curieux
- Hertha von Walther : l'invité
- Carl Auen : noble indien
- Jutta Jol : la jeune fille chez Irene Traven
- Theo Shall : le directeur du Crystal Palace
- Charles Willy Kayser : le directeur du Crystal Palace
- Josef Peterhans : noble indien
- Paul Rehkopf : noble indien

### Version française
- Alice Field : Sitha, la Maharanee
- Max Michel : Le prince Chandra - le maharadjah d'Eschnapour
- Roger Karl : Le prince Ramigani
- Pola Illéry : Myrrha
- Pierre Etchepare : Le docteur Johnson
- Roger Duchesne : Pierre Morin
- Marc Valbel : Sacha Gregorieff
- André Burgère : Fédor Borodine
- Harry Frank : Michel Borodine
- Ernest Ferny : Sadhu
- Claude May : Irène Sorbier
- Gaby Basset
- Kitty Jantzen
- Daniel Mendaille
- Guy Sloux
- René Ferté

## Articles annexes
- Liste des longs métrages allemands créés sous le nazisme